# Elfdalià

Mapa dels assentaments a la parròquia d'Älvdalen, Suècia, i el percentatge de la població que parla elfdalià (dades de 2008).

L’elfdalià (en elfdalià: övdalsk o övdalską) és una llengua germànica septentrional parlada per aproximadament 3.000 persones que viuen o han crescut a la localitat d'Övdaln, al nord de Dalarna, Suècia.
Com totes les altres llengües germàniques septentrionals modernes, l’elfdalià es va desenvolupar a partir del nòrdic antic, una llengua parlada pels habitants d’Escandinàvia i els seus assentaments a l’estranger durant l'Era Vikinga fins aproximadament l’any 1300. S'ha desenvolupat en relativa aïllació des de l’edat mitjana i es considera que s'ha mantingut més proper al nòrdic antic que altres dialectes dalecarlians.
Tradicionalment considerat un dialecte suec, però per diversos criteris més proper als dialectes escandinaus occidentals, l’elfdalià es considera una llengua independent segons el criteri de la intel·ligibilitat mútua.
Hi ha poca intel·ligibilitat mútua entre el suec i l'elfdalià, però, com que l'educació i l'administració pública a Älvdalen es duen a terme en suec, els parlants nadius d'elfdalià són bilingües i parlen suec amb fluïdesa. També és comú trobar persones que només parlen suec com a llengua materna i ni parlen ni entenen l'elfdalià.

## Classificació
L’elfdalià pertany a la branca septentrional/superior de Siljan dels dialectes dalecarlians o vernacles, els quals al seu torn van evolucionar a partir del nòrdic antic, del qual els vernacles dalecarlians podrien haver-se separat ja al segle VIII o IX, és a dir, aproximadament quan les llengües nòrdiques es van dividir en branques occidentals i orientals.
L’elfdalià (i altres variants lingüístiques dalecarlianes) es classifica tradicionalment entre les llengües escandinaves orientals, juntament amb el suec i el danès, basant-se en una sèrie de trets que l’elfdalià té en comú amb aquestes llengües. Segons Lars Levander, alguns dels trets escandinaus occidentals que es troben simultàniament en elfdalià són característiques arcaïques que antigament eren comunes en molts dialectes escandinaus i que s'han conservat en les llengües més conservadores a l'est i a l'oest de Kölen. No obstant això, aquesta afirmació és refutada per Kroonen.

## Característiques

### Arcaïsmes
- Absència d'allargament sil·làbic.
- Conservació de les fricatives sonores /ð/, /ɣ/ i /β/.
- Conservació dels casos nominatiu, acusatiu i datiu.
- Conservació de les vocals nasals del protogermànic, nòrdic protogermànic i nòrdic antic.
- Conservació de l'aproximant labiovelar sonor del protogermànic /w/: wattn ('aigua'), will ('vol'), wet ('sap'): compari's amb l'anglès water, will i wit i el suec estàndard vatten, vill i vet.
- Conservació dels grups consonàntics ld, nd, mb, rg, gd i ng (amb una [ɡ] audible), com a ungg ('jove'), kweld ('vespre'), warg ('llop') i lamb ('xai') provinents del nòrdic antic ungʀ, kveld, vargʀ (amb /w/ representada per 'v') i lamb.

### Innovacions i desenvolupaments únics
- Assimilació més freqüent de mp, nt i nk pre-nòrdics a pp, tt i kk, com en alguns dialectes escandinaus occidentals.
- Canvi de a a o abans de nk pre-nòrdic (però no kk).
- Canvi de les vocals del nòrdic antic ei, ey i au a ie, ä i o.
- Diftongació de les vocals llargues altes del nòrdic antic í, ý, ú a diftongs tancats ai, åy, au, i de les vocals llargues arrodonides mitjanes ó, œ a diftongs oberts uo, yö.
- Harmonia vocàlica (també present en altres dialectes de l'escandinau central).
- Pèrdua de la h: cf. l’elfdalià aus amb el suec hus (o l’anglès house) i l’elfdalià imil amb el suec himmel.

## Fonologia
L’elfdalià és comparable al suec i al noruec pel que fa al nombre i la qualitat de les vocals, però també conserva vocals nasals. Ha mantingut les fricatives sonores dentals, velars i labiovelars del nòrdic antic. Els consonants africades alveolopalatals es troben en tots els dialectes d'Uvǫ Silan (al nord del Siljan). La realització de ⟨r⟩ és una vibrant alveolar [r]. A diferència de moltes variants del noruec i el suec, l’elfdalià no assimila /rt, rd, rs, rn, rl/ en consonants retroflexes. L'accentuació recau generalment en la primera síl·laba d'una paraula.

### Consonants
|            |         | Labial | Dental/ Alveolar | Retroflex | Palatal | Velar |
| ---------- | ------- | ------ | ---------------- | --------- | ------- | ----- |
| Plosiva    | sorda   | p      | t                |           |         | k     |
| Plosiva    | sonora  | b      | d                |           |         | ɡ     |
| Africada   | sorda   |        | t͡s̺               |           |         |       |
| Africada   | sonora  |        | d͡z̺               |           |         |       |
| Fricativa  | sorda   | f      | s̺                |           |         |       |
| Fricativa  | sonora  | v      | ð                |           |         | ɣ     |
| Nasal      | Nasal   | m      | n                |           |         | ŋ     |
| Vibrant    | Vibrant |        | r                | ɽ         |         |       |
| Aproximant | sonora  | w      | l                |           | j       |       |
| Aproximant | sorda   |        | l̥                |           |         |       |

- Les oclusives sordes /p/, /t/ i /k/ són aspirades a l'inici de paraula, tret que vagin precedides per /s/.[8]
- [d] i [ð], així com [ɡ] i [ɣ], són al·lòfons de /d/ i /ɡ/ respectivament en distribució complementària; els al·lòfons fricatius apareixen després de vocals quan són breus, mentre que els al·lòfons oclusius apareixen en altres contextos.[9] [ð] pot aparèixer a l'inici de paraula en alguns pronoms i adverbis per sandhi.
- [l] i [ɽ] són al·lòfons de /l/ en distribució complementària; el primer apareix quan és llarg, quan és adjacent a /t/ o /d/, i, per a molts parlants, abans de /n/, mentre que el segon al·lòfon apareix en altres contextos.[10]
- [v] i [w] són al·lòfons de /v/ en distribució complementària; el primer apareix després d'una vocal tautomorfèmica, i el segon apareix abans d'una vocal tautomorfèmica.[9] També es pot realitzar com [b] abans de /d/. L'al·lòfon fricatiu es realitzava històricament com [β].
- Els sons /t͡s̺ d͡z̺ s̺/ es realitzen com a consonants àpico-alveolars.

### Vowels
|             | Anterior | Anterior | Central | [Posterior |
| ----------- | -------- | -------- | ------- | ---------- |
| Tancada     |          | y yː     |         | (u uː)     |
| Semitancada | ɪ ɪː     | ʏ ʏː     |         |            |
| Mitjana     |          |          |         | o oː       |
| Semioberta  | ɛ ɛː     | œ œː     | ɐ       | ɔ ɔː       |
| Oberta      | æ æː     |          | aː      |            |

- /o oː/ es pronuncia [u uː] en algunes parts d'Övdaln.

|             | Anterior | Anterior | Central | Posterior |
| ----------- | -------- | -------- | ------- | --------- |
| Tancada     |          | ỹ ỹː     |         | (ũ ũː)    |
| Semitancada | ɪ̃ ɪ̃ː     | ʏ̃ ʏ̃ː     |         |           |
| Mitjana     |          |          |         | õ õː      |
| Semioberta  | ɛ̃ ɛ̃ː     | œ̃ œ̃ː     | ɐ̃       | ɔ̃ ɔ̃ː      |
| Oberta      | (æ̃ æ̃ː)   |          | ãː      |           |

- Els sons /ɛ̃ ɛ̃ː/ es troben principalment a Övdaln, mentre que /æ̃ æ̃ː/ es troben en altres zones properes.
- Els sons /ɔ̃ ɔ̃ː/ es realitzen com /õ õː/ o /ũ ũː/ en algunes parts d’Övdaln.

Els sons vocàlics tancats /i iː/ o /ĩ ĩː/ no són presents en elfdalià.

### Diftongs
|             | Anterior | Central | Central | Posterior |
| ----------- | -------- | ------- | ------- | --------- |
| Tancada     | yœ yœː   |         |         | uo uoː    |
| Semitancada | ɪɛ ɪɛː   |         |         |           |
| Semioberta  |          |         |         | ɔyː       |
| Oberta      |          | ajː     | awː     |           |
| Triftongs   | juo      |         |         |           |

- Els sons /uo uoː/ poden ser realitzats en alguns dialectes de pobles com [ʏæ ʏæː].
- /ɔy/ es realitza en alguns dialectes de pobles com [ɔj].
- /juo/ es realitza en alguns dialectes com [jʏæ].

|             | Anterior | Central | Posterior |
| ----------- | -------- | ------- | --------- |
| Tancada     | ỹœ ỹœː   |         | ũo ũoː    |
| Semitancada | ɪ̃ɛ ɪ̃ɛː   |         |           |
| Oberta      |          | ãjː     |           |
| Triftongs   | jũo      |         |           |

- Els sons /ũo ũoː/ es poden pronunciar [ʏæ̃ ʏæ̃ː].
- /jũo/ es pronuncia [jʏæ̃] en alguns dialectes.

L'elfdalià té versions nasals de la majoria de vocals. Aquestes tenen diversos orígens, que pertanyen a diferents capes històriques, però la majoria impliquen la pèrdua d'una consonant nasal, amb l'allargament i la nasalització d'una vocal precedent.
- Pèrdua tardana del protogermànic de *n davant de *h, que es va perdre en el nòrdic antic, però la nasalització va romandre: gą̊tt "porta" (protogermànic *ganhtiz).
- Pèrdua del nòrdic antic de les consonants nasals davant de *s: gą̊ss "oca" (protogermànic *gans), įster "llard" (baix alemany mitjà: inster). Pèrdua del nòrdic antic de *n davant de *l i *r: ųor "nostre" (protonòrdic *unzraz).
- Pèrdua del nòrdic antic de la *n final de paraula, però només en monosíl·labs: ą̊ "en" (protogermànic *an), sją̊ "veure" (protogermànic *sehwaną), tųo "dos (acusatiu)" (protogermànic twanz) i el prefix ųo- "in-" (protogermànic un-).
- Pèrdua del -n final en l'escandinau central si s'havia conservat en el nòrdic antic generalment; El canvi no va afectar ni el suec estàndard, ni la geminada final -nn. El canvi va afectar principalment el sufix del nom definit de substantius femenins, però també ą̊ "ella" i algunes altres paraules.
- Pèrdua secundària post-nòrdica de la n davant de s: rįesa "rentar" (del norrè hreinsa), wįster "esquerra" (del norrè vinstri amb /w/).
- Nasalitat espontània (no etimològica): rįesa "viatjar" (cf. baix alemany rēsen), kęse "formatge" (del norrè kæsir).
  - Davant de consonants nasals. Aquest cas de nasalització és al·lòfon i no s'indica en l'ortografia.
- Les vocals nasals són força rares en les llengües nòrdics, i l'elfdalià i alguns altres dialectes veïns dalecarlesos[12] són els únics que conserven vocals nasals del protonòrdic; tots els altres dialectes nòrdics amb vocals nasals les han desenvolupat més tard com a resultat de la pèrdua d'una consonant nasal: compara el Dialecte de Kalix hąt i gås amb l'elfdalià hand i gą̊s.

## Gramàtica

### Morfologia
L'elfdalià té una estructura morfològica heretada del norrè. Els verbs es conjuven segons la persona i el nombre i els noms tenen quatre casos, com l'islandès modern i l'alemany. El sistema de tres gèneres s'ha conservat. Com les altres llengües germàniques septentrionals, els noms tenen formes definitives i indefinides, en lloc d'un article definit separat (com en anglès). La longitud de la síl·laba arrel té un paper important en el sistema de declinació i conjugació de l'elfdalià. La declinació de warg, "llop" (nom masculí fort amb síl·laba llarga) era la següent en el que a vegades es denomina "elfdalià clàssic" (com descriu Levander 1909):
|           | Singular  | Singular  | Plural  | Plural    |
| indefinit | definit   | indefinit | definit |           |
| --------- | --------- | --------- | ------- | --------- |
| Nominatiu | warg      | wargen    | warger  | wargär    |
| Acusatiu  | warg      | wardjin   | warga   | wargą     |
| Datiu     | wardje    | wardjem   | wargum  | wargum(e) |
| Genitiu   | (wardjes) | wardjemes | —       | wargumes  |

Molts parlants conserven el cas datiu distint, que s'utilitza especialment després de preposicions i també amb certs verbs (com jåpa, "ajudar"). La distinció entre nominatiu i acusatiu s'ha perdut en els noms indefinits,
 i el genitiu heretat ha estat reemplaçat per noves formes creades afegint -es al datiu (vegeu Dahl & Koptjevskaja-Tamm 2005), una tendència que ja estava força avançada fins i tot en l'elfdalià clàssic.

### Sintaxi
A diferència d'altres vernacles suecs, la sintaxi de l'elfdalià va ser investigada a principis del segle XX (Levander 1909). Tot i que la sintaxi de l'elfdalià ha atret més atenció, la majoria dels seus elements sintàctics encara no han estat investigats. Al maig-juny de 2007, un grup de lingüistes de la xarxa panescandinava NORMS va realitzar treball de camp a Älvdalen amb l'objectiu principal d'investigar les propietats sintàctiques de la llengua.
Amb l'ajuda de la sintaxi generativa, s'han identificat les següents característiques:
Només els pronoms en primera i segona persona plural (Rosenkvist 2006, 2010) poden ser eliminats gramaticalment.
Els pronoms en primera persona plural només poden ser eliminats si apareixen directament davant del verb finit. El·lecció del verb es produeix, però hi ha variació entre les generacions (Garbacz 2006, 2010).
Sembla que hi ha múltiples subjectes en les oracions amb l'adverbial sakta, "de fet", o el verb lär "és possible" (Levander 1909:109). Aquesta característica ha estat estudiada més de prop des d'una perspectiva generativa per Rosenkvist (2007).
Altres propietats sintàctiques inclouen la concordança negativa, la inversió estilística, reflexius a llarga distància, datius controlats pel verb, l'ordre agent-verb en oracions coordinades amb subjectes eliminats, etc. Algunes de les propietats són característiques arcaïques que existien en Suec antic, però altres són innovacions, tot i que cap d'elles ha estat estudiada en detall.

## Sistemes d'escriptura
A Älvdalen, les runes germàniques van perdurar més temps en ús que en qualsevol altre lloc. El darrer registre de les runes elfdaliàes és de principis del segle XX; són una variant de les runes dalecarlianes. Es pot dir que Älvdalen va tenir el seu propi alfabet durant els segles XVII i XVIII.
A causa de les grans diferències fonètiques entre el suec i l'elfdalià, l'ús de l'ortografia sueca per a l'elfdalià ha estat imprevisible i variat, com es pot veure en l'obra de Prytz de 1622, que conté llargs passatges en elfdalià, o en el material elfdalià publicat a la revista Skansvakten.
Un primer intent de crear una ortografia separada per a l'elfdalià es va fer el 1982 per Lars Steensland. Bengt Åkerberg la va elaborar, i es va aplicar en alguns llibres i es va utilitzar en cursos de llengua i es basa en el dialecte Loka i és altament fonètica. Té molts diacrítics (Sapir 2006).

### Ortografia de Råðdjärum
Al març de 2005, es va presentar una ortografia estàndard uniforme per a l'elfdalià per part de Råðdjärum (lit. "Deixem que conferim"), El Consell de la Llengua elfdaliàa, i va ser acceptada per Ulum Dalska (lit. "Deixem que parlem dalecarlian"), L'Organització per a la Conservació de l'Elfdalià. La nova ortografia ja ha estat aplicada per Björn Rehnström al seu llibre Trair byönner frą̊ Övdalim 'Three Bears from Älvdalen' publicat el 2007. L'ortografia de Råðdjärum també es va utilitzar en la traducció de Bo Westling de Saint-Exupéry The Little Prince, Lisslprinsn.

### Alfabet Elfdalià
L'alfabet elfdalià consisteix en les següents lletres
| The elfdalià alphabet | The elfdalià alphabet | The elfdalià alphabet | The elfdalià alphabet | The elfdalià alphabet | The elfdalià alphabet | The elfdalià alphabet | The elfdalià alphabet | The elfdalià alphabet | The elfdalià alphabet | The elfdalià alphabet | The elfdalià alphabet | The elfdalià alphabet | The elfdalià alphabet | The elfdalià alphabet | The elfdalià alphabet | The elfdalià alphabet | The elfdalià alphabet | The elfdalià alphabet | The elfdalià alphabet | The elfdalià alphabet | The elfdalià alphabet | The elfdalià alphabet | The elfdalià alphabet | The elfdalià alphabet | The elfdalià alphabet | The elfdalià alphabet | The elfdalià alphabet | The elfdalià alphabet | The elfdalià alphabet | The elfdalià alphabet | The elfdalià alphabet | The elfdalià alphabet | The elfdalià alphabet | The elfdalià alphabet | The elfdalià alphabet | The elfdalià alphabet |
| --------------------- | --------------------- | --------------------- | --------------------- | --------------------- | --------------------- | --------------------- | --------------------- | --------------------- | --------------------- | --------------------- | --------------------- | --------------------- | --------------------- | --------------------- | --------------------- | --------------------- | --------------------- | --------------------- | --------------------- | --------------------- | --------------------- | --------------------- | --------------------- | --------------------- | --------------------- | --------------------- | --------------------- | --------------------- | --------------------- | --------------------- | --------------------- | --------------------- | --------------------- | --------------------- | --------------------- | --------------------- |
| Upper case            | A                     | Ą                     | B                     | C                     | D                     | Ð                     | E                     | Ę                     | F                     | G                     | H                     | I                     | Į                     | J                     | K                     | L                     | M                     | N                     | O                     | P                     | Q                     | R                     | S                     | T                     | U                     | Ų                     | V                     | W                     | X                     | Y                     | Y̨                     | Z                     | Å                     | Ą̊                     | Ä                     | Ö                     |
| Lower case            | a                     | ą                     | b                     | c                     | d                     | ð                     | e                     | ę                     | f                     | g                     | h                     | i                     | į                     | j                     | k                     | l                     | m                     | n                     | o                     | p                     | q                     | r                     | s                     | t                     | u                     | ų                     | v                     | w                     | x                     | y                     | y̨                     | z                     | å                     | ą̊                     | ä                     | ö                     |